# Derrick Brooks
Derrick Dewan Brooks (født 18. april 1973 i Pensacola, Florida, USA) er en tidligere amerikansk footballspiller, der spillede hele sin karriere i NFL som linebacker for Tampa Bay Buccaneers. Han kom ind i ligaen i 1995 og spillede for Buccaneers frem til 2008. Hans præstationer og meritter har siden rangeret ham som en af de ubetinget stærkeste linebackere i NFL's historie.
Brooks var en del af det Tampa Bay Buccaneers-hold, der i 2003 vandt Super Bowl XXXVII med sejr over Oakland Raiders. Han er intet mindre end 10 gange i træk, fra 1997 til 2006 blevet udtaget til Pro Bowl, NFL's All Star-kamp. I 2002 blev han desuden kåret til ligaens bedste forsvarsspiller.